# 시애틀 공공 도서관

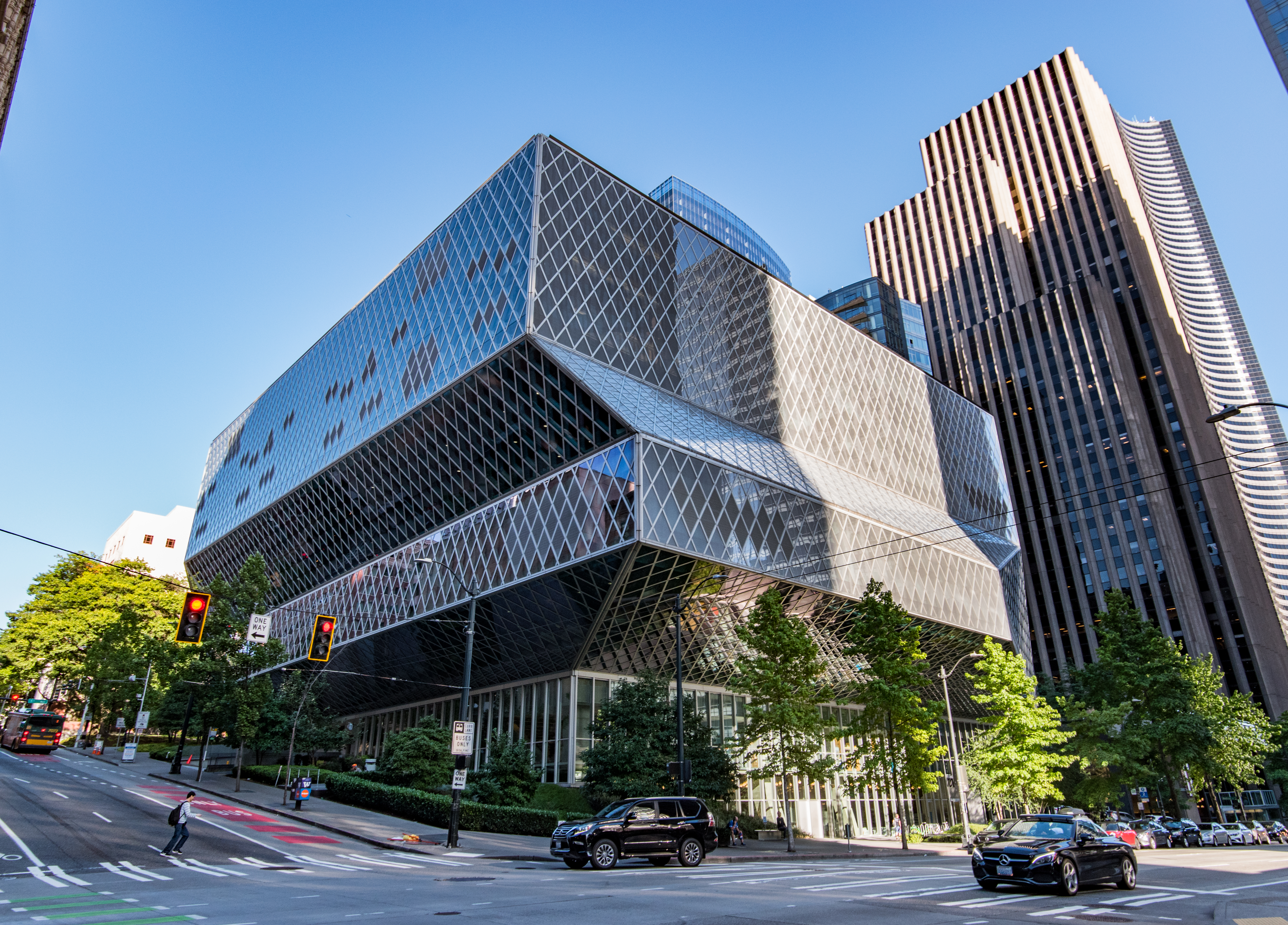

시애틀 공공 도서관(Seattle Public Library, SPL)은 미국 워싱턴주 시애틀에 위치한 공공 도서관 시스템이다. 시애틀 도서관을 시작하려는 노력이 1868년에 일찍이 개시되었으며 궁극적으로 1890년에 시애틀시에 의해 설립되기에 이른다. 이 시스템은 현재 27개 브랜치로 구성되며 이들 브랜치 대부분의 이름이 이 도서관들이 위치한 이웃 지역의 이름을 따서 지어져 있다.

## 브랜치
시애틀 공공 도서관 시스템은 27개 브랜치로 구성되며 모바일 도서관 시스템도 제공한다.
- Ballard
- Beacon Hill
- Broadview
- Capitol Hill
- Columbia
- Delridge
- Douglass-Truth
- Fremont
- Green Lake
- Greenwood
- High Point
- International District/Chinatown
- Lake City
- Madrona-Sally Goldmark
- Magnolia
- Montlake
- North East in View Ridge
- Northgate
- NewHolly
- Queen Anne
- Rainier Beach
- Southwest in Westwood
- South Park
- University in the University District
- Wallingford
- West Seattle